# L’ingratitude
L'ingratitude ist der dritte Roman der chinesisch-kanadischen Schriftstellerin Ying Chen. L'ingratitude thematisiert die schwierige Beziehung zwischen Mutter und Tochter. Dieser Roman beschreibt ein Mädchen, das unter den Rädern eines Lastwagens stirbt. Ihr Selbstmord, durch den sie hoffte ihrer Mutter Leid zuzufügen, indem sie das Bild der guten Mutter zerstört, ist ihr missglückt.

## Inhalt

### Handlung
Die Handlung stellt das Leben von Yan-Zi dar. Die Reflexionen im Jenseits komplettieren die Hintergründe ihres Lebens und zeichnen die Gefühlswelt von Yan-Zi nach. Der Plan Selbstmord zu begehen bis zu dem Tod Yan-Zis wird in einem Rückblick erzählt.

#### Die Reflexionen Yan-Zis im Jenseits
Zu Beginn der Erzählung erfährt man, dass die Protagonistin, Yan-Zi, bereits tot ist. Sie beobachtet wie ihr toter Körper in der Leichenhalle von den Bestattern verächtlich behandelt wird. Dabei reflektiert sie über die Schande des frühen Todes bzw. Selbstmordes in der chinesischen Gesellschaft. Ein verlorener Brief, der an die Mutter adressiert ist und der eine große Bedeutung für Yan-Zi besitzt, wird erwähnt. Während Yan-Zi ihre trauernde Mutter und Großmutter beobachtet, wird die gegenseitige Feindseligkeit zwischen diesen deutlich. Des Weiteren erfährt man von dem offensichtlich gestörten Verhältnis zwischen Yan-Zi und ihrer Mutter. Die Gründe und Ziele, die Yan-Zi zum Selbstmord bewegt haben, werden offengelegt. Die Beziehung zu ihrer Mutter bedurfte, so Yan-Zi, einer brutalen Trennung, um dem Einfluss ihrer Mutter zu entkommen und um ihr zugleich jegliche Kompetenz als Mutter abzusprechen. Der Brief Yan-Zis, der wiedergefunden werden soll, hat die Intention, die Mutter auf ihren Eigensinn und ihre Tyrannei hinzuweisen, die ihr gemeinsames Glück verhindert haben.
Die Erzählerin übt nicht nur Kritik an ihren Eltern, sondern kritisiert auch die einengenden chinesischen Tugenden, die sie zum Selbstmord bewegt haben. Die Beziehung Yan-Zis zu ihrer Großmutter wird im Laufe der Reflexionen von Yan-Zi im Jenseits näher beleuchtet. Die Großmutter zeichnet sich durch ihre Lebensfreude aus und stellt somit einen Gegenpol zu ihrer Mutter dar. Yan-Zi beobachtet aus dem Jenseits einen Streit zwischen ihrer Mutter und Großmutter um die Bekleidung bei ihrer Verbrennung. Die offensichtliche Trauer der Großmutter und das Gefühl, das ihre Mutter sie schon fast vergessen hat, stehen im Kontrast dazu.
Die eigentliche Zeremonie der Verbrennung ihres Körpers stellt sich für Yan-Zi als eine Inszenierung ihrer Mutter dar. Sie versucht ihre Liebe zu ihrer Tochter hervorzuheben und die Gerüchte um ihren Selbstmord zu zerstreuen. Yan-Zi beobachtet die Gäste, die gekommen sind, um von einer ordentlichen Mahlzeit zu profitieren. Bei einem Selbstgespräch vor der Asche ihrer Tochter offenbart die Mutter, dass der eigentliche Schlag gegen sie keine Wirkung gezeigt hat und das Schweigen ihrer Tochter zumindest authentischer wirkt als zu ihren Lebzeiten. Sie bezichtigt ihre Tochter einen Fehler begangen zu haben, den sie mit ihrem Leben bezahlt hat.
Zum Ende der Erzählung erfährt der Leser wie Yan-Zi ums Leben gekommen ist. Sie wurde von einem Lastwagen überfahren. Die Art und Weise ihres Todes stimmt nicht mit ihren Plänen überein. Erst am Ende der Erzählung erfährt der Leser, dass ihr der Selbstmord nicht gelungen ist. Somit erscheint ihr Tod unter einem völlig anderen Licht, die eigentlich erhoffte Wirkung ihres Todes auf ihre Mutter wurde zerstört. Yan-Zi realisiert noch, dass sie der hektischen Welt entkommen ist und erst durch diese das neue Glück zu schätzen weiß. Während die letzten Eindrücke von der Welt verblassen, gilt ihr letzter Gedanke ihrer Mutter.

#### Das Leben Yan Zis

##### Das Leben Yan-Zis im Sinne ihrer Mutter
Die Entscheidung Selbstmord zu begehen, ist bereits in Yan-Zi gereift. Sie versucht ihren Abschiedsbrief im Restaurant Bonheur zu verfassen. Ihre Mutter hatte erneut ihren Geburtstag vergessen. Yan-Zi versuchte vergeblich ihrer Mutter zu gefallen. Alle Versuche ihrer Mutter zu gefallen, wertete diese als heuchlerisch. Außenstehende erkundigten sich immer nur nach dem Wohlergehen ihrer Eltern, als ob ihre Existenz davon abhinge. Ihr Vater verweilt derweil nach einem Unfall mit einem Lastwagen an seinem Schreibtisch und interessiert sich nicht für seine Familie, sondern lediglich für seine Arbeit als intellektueller Schreiber. Dadurch ist Yan-Zi gezwungen die Marktausflüge am Sonntag mit ihrer Mutter alleine zu unternehmen. So erklärt sich die Erzählerin die Abhängigkeit der Mutter von ihr und ihre Kontrollsucht. Yan-Zi sah ihre Mutter nur einmal lachend in ihrem Leben, als sie diese bei einem Gespräch mit einer Nachbarin überrascht hat. Ihre Mutter ist der Meinung, dass eine gute Erziehung der Autorität bedarf. Yan-Zis Mutter hat für Yan-Zi einen Schwiegersohn ausgesucht, der auf ein Essen mit seiner zukünftigen Schwiegermutter bestand. Das Essen wird zu einem Test für Chun, ob er der Familie würdig ist. Er besteht ihn. Man erfährt außerdem, dass die Mutter die Beziehung zu der ersten großen Liebe Yan-Zis unterbunden hatte. Die Unterwürfigkeit und die Achtung der Etikette beim Essen lassen Chun in der Wertschätzung von Yan-Zi sinken. Obwohl Yan-Zi bereits genug Pillen für eine Selbstmord besitzt, entscheidet sie sich das Fest des Mondes noch verstreichen zu lassen. An diesem Tag hat sie das Recht auf einen halben freien Tag. Sie lehnt das Angebot von Chun bei seinen Eltern zu essen ab, obwohl er großen Wert darauf legt. Nach dem obligatorischen Essen bei ihrer eigenen Familie trifft sich Yan-Zi mit Chun. Sie gehen spazieren. Während des Spaziergangs bietet sich Yan-Zi Chun an. Er wirkt zunächst perplex und appelliert schließlich an Yan-Zi vernünftig zu sein. Er verweist auf die Vorbereitungen zu ihrer Hochzeit. Daraufhin läuft Yan-Zi weg und lässt Chun zurück.

##### Von der Kompromittierung zum Selbstmord
Bei einem Ausflug mit ihren Arbeitskollegen lernt Yan-Zi Bi kennen, den Verlobten ihrer Arbeitskollegin Hua. Yan-Zi fühlt sich von der Schönheit Bis angezogen. Die Konzentration gilt nun mehr Bi als ihrer Mutter. Sie wartet eines Tages im Restaurant Bonheur in der Hoffnung auf ein zufälliges Wiedersehen mit Bi. Tatsächlich erscheint Bi. Trotz der inneren Unruhe aufgrund des zu versäumenden Familienessens am Abend, geht sie mit Bi aus. Sie ruft ihre Mutter an und sagt Bescheid, dass sie nicht zum Abendessen kommt. Zunächst besorgt um die Konsequenzen ihrer Mutter, geht sie mit Bi in den Park. Dort verliert sie mit ihm ihre Unschuld. Zu Hause angekommen, konfrontiert ihre bereits wartende Mutter Yan-Zi damit, dass sie mit einem fremden Mann ausgegangen ist. Sie droht ihr Gewalt und den Tod an, wenn Yan-Zi sie weiter enttäuschen sollte. Nachdem ihr Vater Yan-Zi beschimpft, zeigt Yan-Zi keinen Respekt gegenüber ihrem Vater, woraufhin er handgreiflich wird. Ihre Mutter beschwichtigt ihren Vater, dass Yan-Zi es nicht wert wäre für sie ins Gefängnis zu kommen. Yan-Zi glaubt nicht mal, dass ihre Eltern ins Gefängnis kommen würden, wenn ihre Eltern sie totschlagen. Nachdem ihr Vater sich zurückgezogen hat, gesteht Yan-Zi ihrer Mutter trotzig, dass sie mit einem Mann geschlafen hat. In den Augen ihrer Mutter ist Yan-Zi kompromittiert und ihre Zukunft verbaut. Ihre Mutter wirkt zerstört. Yan-Zi kann nun das Haus verlassen. Sie fühlt sich befreit. Ihre Existenz bedeutet für ihre Mutter nichts mehr. Ihre Überlegungen, die Stadt zu verlassen, verwirft Yan-Zi, da sie immer nach ihrer Familie und ihren Wurzeln gefragt werden würde. Im Büro wird Yan-Zi von Hua beleidigt aufgrund der Untreue mit ihrem Verlobten. Der Chef bestellt sie ins Büro und trägt ihr einen schriftlichen Reuebericht bzw. Autokritik auf. Als Onkel Pan nach einem Zimmer im Haus fragt, gibt Yan-Zi vor eine Wohnung gefunden zu haben. Onkel Pan hat Krebs und muss aus medizinischen Gründen in der Stadt sein. Man erfährt, dass ihr Onkel wie ihre Mutter nie ein Reiskorn in ihrer Schüssel lassen aufgrund ihrer Erfahrungen und denen der Eltern bei Hungersnöten. Yan-zi tut es ihnen gleich. Verschwendung wird nicht geduldet. Yan-Zi ist es zuwider im Schlafzimmer ihrer Eltern zu wohnen. Sie packt ihren Koffer und verweilt zunächst im Restaurant Bonheur. Dort erinnert sie sich an eine Konversation mit ihrer Mutter, bei der ihre Mutter klarstellt, dass Kinder immer die Kinder ihrer Eltern bleiben. Aus diesem Grund bleibt ihr Entschluss, Selbstmord zu begehen, bestehen. Sie verfasst den Abschiedsbrief an ihre Mutter. Ohne Unterkunft verweilt Yan-Zi am Bahnhof, wo sie feststellt, dass sie das erste Mal ohne ihre Mutter ist, mit der sie vorher alles gemacht hat und nicht einmal selbst eine Entscheidung treffen konnte. Zurück im Restaurant Bonheur, kurz bevor sie ihre Pillen schlucken wollte, sieht Chun Yan-Zi. Yan-Zi denkt, dass ihre Mutter ihn geschickt hat. Sie flüchtet vor ihm und wird von einem Lastwagen überfahren und stirbt.

### Figuren

#### Hauptfiguren

##### Yan-Zi
Yan-Zi befindet sich im Jenseits und berichtet über ihr Leben. Yan-Zi war 25 Jahre alt, als sie starb. Sie arbeitete in einem Büro. Die Tätigkeit von Yan-Zi wird nicht weiter beschrieben. Über ihr Gehalt konnte Yan-Zi nicht selbst verfügen. Sie musste ihr verdientes Geld an ihre Mutter abgeben, die es wiederum zur Bank brachte, um eine Mitgift für die Heirat anzusparen.

##### Yan-Zis Mutter
Der Name der Mutter Yan-Zis wird nie erwähnt. Über ihre Identität erfährt man praktisch nichts. Die Mutter wird vor allem durch die Beziehung zu ihrer Tochter charakterisiert. Sie gesteht ihrer Tochter nicht das Recht auf eine gewisse Unabhängigkeit zu, selbst als diese 25 Jahre alt wird. Sie kontrolliert den Umgang und die Ausflüge ihrer Tochter und wünscht alles zu wissen, was sich im Kopf ihrer Tochter abspielt. Die Mutter ist davon überzeugt, dass ihre Tochter ihr gehört und wünscht in ihr ein Ebenbild zu sehen, da sie aus ihrem Bauch gekommen ist. Aus diesem Grund akzeptiert sie nicht ihre Differenzen und vergisst sogar jedes Jahr den Geburtstag von Yan-Zi, als ob sie sich weigerte ihre Tochter heranwachsen zu sehen und sich somit von ihr zu entfernen. Das besitzergreifende Verhalten der Mutter stört die Beziehung zu ihrer Tochter gewaltig.

#### Nebenfiguren
- Vater

Yan-Zis Vater ist ein "Intellektueller". Er verbringt fast seine gesamte Zeit am Schreibtisch ihres Hauses. Nach einem Unfall, bei dem er von einem Lastwagen angefahren wurde, ging er immer seltener zur Universität. Seine geistigen Fähigkeiten scheinen in Mitleidenschaft gezogen zu sein, weshalb die Direktion der Universität ihm vorgeschlagen hat vorzeitig in den Ruhestand zu gehen. Der Vater von Yan-Zi zeichnet sich vor allem durch sein Desinteresse gegenüber seiner Frau und seiner Tochter aus.
- Großmutter

Die Großmutter Yan-Zis stellt für Yan-Zi eine Art Gegenpol zu ihrer Mutter dar.
- Chun

Er ist der, von der Mutter vorhergesehene Ehemann für Yan-Zi. Bei einem Essen im Haus von Yan-Zi macht er die Bekanntschaft mit ihrer Mutter. Er scheint sich mit den gesellschaftlichen Konventionen hinsichtlich des Auftretens gegenüber seinen zukünftigen Schwiegermutter bewusst zu sein und besteht die "Prüfung". Er verweigert sich Yan-Zi, die sich ihm bei einem Ausflug anbietet. Unmittelbar vor dem Unfall, der zu Yan-Zi Tod führt, verfolgte er Yan-Zi. Yan-Zi bezeichnet ihn als Komplizen ihrer Mutter.
- Seigneur Nilou

Seigneur Nilou ist eine Art Wächter des Jenseits. Er besitzt nach den Erzählungen der Großmutter eine Liste auf der steht, wann Menschen sterben werden und wann andere geboren werden.
- Oncle Pan

Der Onkel von Yan-Zi ist mehrmals in der Stadt, um sich im Krankenhaus behandeln zu lassen. Nachdem er aufgrund der Krebsdiagnose gezwungen ist in der Stadt zu bleiben, übernimmt er das Zimmer von Yan-Zi.
- Bi

Bi ist der Verlobte von Hua. Mit Bi verliert Yan-Zi ihre Unschuld im Park.
- Hua

Die Verlobte von Bi ist eine Arbeitskollegin Yan-Zis. Sie beschimpft Yan-Zi nach dem "Seitensprung" mit ihrem Verlobten im Büro.

### Raum
Der Raum der Handlung ist nicht genau bestimmt, man kann aber annehmen, dass es sich um eine Stadt in China handelt. Die wesentliche Räume sind das elterliche Haus, das Restaurant Bonheur, das Büro und der Park.

#### Das Elternhaus
Jede Nacht auf dem Weg zur Toilette versicherte sich Yan-Zis Mutter, ob die Tür des Appartements auch gut verschlossen ist. Das Geräusch des Schlosses weckte die ganze Familie. Das Haus wird für Yan-Zi zum Gefängnis, aus dem sie nicht entkommen kann.

#### Der Park
Im Park verliert Yan-Zi mit Bi ihre Jungfräulichkeit. Der Park ist, in China, ein bekannter Platz für Verliebte, die sich dort, aufgrund der fehlenden privaten Räumlichkeiten, treffen.

## Themen
L'ingratitude behandelt unterschiedliche Themen mit Bezug auf die Gesellschaft Chinas. Dabei spielt die Tradition eine bedeutende Rolle im Roman.

### Mutter-Tochter-Verhältnis
Das Verhältnis zwischen Mutter und Tochter ist geprägt von der Autorität der Mutter Yan-Zis. Yan-Zi glaubt, dass sie nur als Kind von ihrer Mutter lebt. Die Mutter ist unfähig Yan-Zis Recht auf Freiheit anzuerkennen, selbst als diese 25 Jahre alt wird. Die Mutter ist überzeugt, dass ihre Tochter ihr gehört, weil sie aus ihrem Bauch gekommen ist. Sie wünscht sich ein Ebenbild ihrer selbst. Aus diesem Grund akzeptiert sie nicht die Unterschiede, die zwischen ihr und ihrer Tochter bestehen. So vergisst sie jedes Jahr den Geburtstag von Yan-Zi, als ob sie verneinen würde, dass ihre Tochter älter wird und sich von ihr entfernt. Die erdrückende und bestimmende Art der Mutter stört das Verhältnis von Mutter und Tochter.

### Die Rolle der Geschlechter
In der von L'ingratitude beschriebenen Gesellschaft sind die Männer eindeutig in einer dominanten Position. Die Rolle der Frau ist bestimmt von der Hoffnung, ihr Leben im Familienleben auszufüllen. Die Mutterschaft stellt nicht nur die einzige Erfüllung des weiblichen Schicksals dar, sondern auch ein Zeichen der Normalität und der affektiven und sozialen Reife. Eine Frau wird als egozentrisch bezeichnet, wenn sie nicht verheiratet ist und nicht ihrer vorbestimmten Rolle gerecht wird. Außerdem müssen Frauen immer auf ihr Verhalten und Benehmen achten. Die Lehre der sozialen Konventionen wird von der Mutter an ihre Tochter vermittelt. Gehorsam ist eine wesentliche Qualität einer jeden zukünftigen Ehefrau. Während es Männern gestattet wird, sich sorglos zu verhalten, sollen Frauen sich reserviert verhalten. Im Wesentlichen wird gefordert, dass sie Skandale vermeiden, wie z. B. den Verlust der Jungfräulichkeit, deren Verlust einer ordentlichen Heirat im Weg stehen könnte. Die beschriebene Welt ist in sich geschlossen, denn sie lässt die Gesetze der Vorfahren fortbestehen, und beschneidet die Freiheit der Frauen.

### Selbstmord
Seit Yan-Zi realisierte, dass sie verdammt ist, eine Mutter und einen Vater zu haben, regte sich in ihr der Wunsch Selbstmord zu begehen. Ihre Eltern berauben sie ihrer Freiheit. Des Weiteren glaubt sie durch ihren Selbstmord den Lebensinhalt ihrer Mutter zu zerstören, der darin besteht eine perfekte Mutter darzustellen. Das freiwillige Austreten aus dem Leben drückt in jedem Fall das starke Bedürfnis nach Freiheit aus.

## Form

### Erzählerische Gestaltung
Der Roman L'ingratitude ist eine sogenannte Ich-Erzählung. Die Erzählerin, Yan-Zi, ist zugleich die Erzählerin und die Protagonistin der Geschichte. Das führt dazu, dass im Roman Kapitel, in denen es um Yan-Zis vergangenes Leben geht, mit anderen Kapiteln abwechseln, in denen Yan-Zi in der Gegenwart ihre Familie beobachtet und über ihre eigene Situation nachdenkt.

### Zeitstruktur
Der Roman ist geprägt von einer achronologischen Erzählweise. Yan-Zi, die Erzählerin, berichtet aus dem Jenseits über ihren eigenen Selbstmord. Die Verwendung unterschiedlicher Zeitlichkeiten erlaubt der Autorin die Beweggründe ihrer Protagonisten, die in ihr die Entscheidung zum Selbstmord nach und nach hat reifen lassen, zu beschreiben. Der stark selbstbeobachtende Blick ist geprägt von der obsessiven Neugierde hinsichtlich ihrer eigenen Vergangenheit.

## Motive

### Bilder der Ausweglosigkeit
Um die verzweifelte Situation Yan-Zis hervorzuheben, tauchen mehrere Bilder der Gefangenschaft im Werk auf, die den Eindruck der Eingeengseins durch ihre Mutter verstärken. Das elterliche Haus, z. B. erscheint für Yan-Zi wie ein Gefängnis, aus dem sie nicht ausbrechen kann. Ihre Mutter kontrolliert jede Nacht, ob die Türen auch richtig verschlossen sind.
Der Vogelkäfig bzw. die Vögel haben ebenfalls eine symbolische Bedeutung. Die Mutter Yan-Zis hat vor der Geburt ihres Kindes, Vögel in einem Vogelkäfig aufgezogen. Yan-Zi erzählt, dass die Vögel dem mütterlichen Elan nicht mehr genügt haben und ihre Mutter sie deshalb "entworfen" und Yan-Zi genannt hätte. Sie denkt, dass sie den Namen eines Vogel trägt und identifiziert sich mit dem gefangenen Vogel.

## Gemeinsamkeiten mit anderen Werken Ying Chens
Martine-Emmanuelle Lapointe schreibt über die thematische Einordnung von L'Ingratitude in Ying Chens Werk: "Trotz des kontinuierlichen Verschwindens von referentiellen Indizien beschreiben die Romane L'Ingratitude (1995), Immobile (1998) und Le champs dans la mer (2002) jeweils auf ihre Art und Weise den Zustand der heutigen chinesischen Gesellschaft. Sie sind durchzogen von sozialen Diskursen und könnten auch als Familienromane oder als Erzählungen über die Abstammung bezeichnet werden."

## Auszeichnungen
- 1995 – Prix Fémina
- 1995 – Prix Québec-Paris, L'Ingratitude
- 1996 – Le Grand Prix des lectrices de Elle Québec (Magazine reader's prize)
- 1996 – Prix des Librairies du Québec (Association of Quebec booksellers)

## Textausgaben
Französisch
- L'ingratitude. Montréal, Leméac, 1995
- L'ingratitude. Actes Sud, 1999 (Taschenbuch)
- Auszug in: Marie Carrière, Curtis Gillespie, Ten Canadian Writers in Context. Robert Kroetsch Series. University of Alberta Press, 2016, S. 14 – 18 (im Anschluss an einen Essay über die Autorin) In Google books

Übersetzungen
- Deutsch (Auszug): Die Undankbarkeit, in Anders schreibendes Amerika. Literatur aus Québec. Hgg. Lothar Baier, Pierre Filion. Das Wunderhorn, Heidelberg 2000, S. 32–38
- Englisch: Ingratitude. Übers. Carol Volk. Farrar Straus Giroux, 1998, ISBN 0-374-17554-3
- Chinesisch: 再见, 妈妈 (Zai jian ma ma. dt. "Auf Wiedersehen, Mama"), Übers. Ying Chen, 2002
- Schwedisch: Den otacksamma. Elisabeth Grate Bokförlag, 2003, ISBN 91-974482-0-6